# Moston (Cheshire East)
Moston is een civil parish in het bestuurlijke gebied Cheshire East, in het Engelse graafschap Cheshire met 405 inwoners.